# 1485
| 1485               |
| ------------------ |
| Dødsfald - Fødsler |
| • Begivenheder     |

| Gregoriansk kalender | 1485 MCDLXXXV           |
| Ab urbe condita      | 2238                    |
| Armensk kalender     | 934 ԹՎ ՋԼԴ              |
| Kinesiske kalender   | 4181 – 4182 甲辰 – 乙巳 |
| Etiopisk kalender    | 1477 – 1478             |
| Jødisk kalender      | 5245 – 5246             |
| Hindukalendere       |                         |
| - Vikram Samvat      | 1540 – 1541             |
| - Shaka Samvat       | 1407 – 1408             |
| - Kali Yuga          | 4586 – 4587             |
| Iransk kalender      | 863 – 864               |
| Islamisk kalender    | 890 – 891               |

Konge i Danmark: Hans 1481-1513
Se også 1485 (tal)

## Begivenheder
- 30. oktober – Henrik 7. af England krones.

## Født
- 24. juni – Johannes Bugenhagen, tysk reformator (død 1558)
- 24. juni – Elisabeth af Danmark, datter af Kong Hans og kurfystinde af Brandenburg (død 1555)
- 13. november – Skipper Clement, dansk oprørsleder (død 1536)
- 16. december – Katharina af Aragonien, engelsk dronning (død 1533)
- Pedro de Alvarado, spansk conquistador (død 1541)
- Hernán Cortés, spansk conquistador (død 1547)
- Thomas Cromwell, 1. jarl af Essex, engelsk statsmand (død 1540
- Mogens Gyldenstierne, dansk rigsråd (død 1569)
- Cirka 1485 – Poul Helgesen, dansk teolog, historiker og humanist
- Cirka 1485 – Stygge Krumpen, dansk biskop (død 1551)
- Christiern Morsing, dansk professor (død 1560)

## Dødsfald
- 16. marts – Anne Neville, engelsk dronning (født 1456)
- 22. august – Richard III, engelsk konge (faldet i slaget ved Bosworth)
- 28. august – Oluf Mortensen (Baden), biskop i Roskilde Domkirke